# 마쓰다 트리뷰트
마쓰다 트리뷰트(영어: Mazda Tribute, 일본어:  マツダ・トリビュート)(코드 J14)는 마쓰다에서 2000년부터 2011년까지 생산했던 소형 SUV이다. 포드 모터 컴퍼니와 공동 개발한 전륜구동 마쓰다 626 플랫폼을 기반으로 한다. 이는 차례로 CD2 플랫폼에서 유사한 포드 이스케이프의 기초가 되었다. 공물은 포드의 CD2 SUV 라인업에서 포드 이스케이프와 머큐리 마리너보다 낮은 가격으로 책정되었다.

## 판매
오스트레일리아 내에서 트리뷰트는 처음에 토요타 RAV4, 혼다 CR-V, 닛산 X-Trail 및스 바루 포레스터와 같은 SUV에 이어 인기 있는 SUV 선택이었다. 전 세계의 다른 지역에서는 포드 사의 변형 모델이 우세한 것으로 나타났지만 오스트레일리아에서 거의 2:1로 승리한 것은 마쓰다 트리뷰트였다.
| 연도   | 오스트레일리아 내에서의 판매대수 | 오스트레일리아 순위 |
| ------ | -------------------------------- | ------------------- |
| 2001년 | 6,638                            | 30                  |
| 2002년 | 6,828                            | 30                  |
| 2003년 | 6,394                            | 36                  |
| 2004년 | 5,426                            | 46                  |
| 2005년 | 50대 중                          | N/A                 |
| 2006년 | 50대 중                          | N/A                 |
| 2007년 | 50대 중                          | N/A                 |
| 2008년 | 9                                | 262                 |